# فشارك كهنة
فشارك كهنة هي قرية في مقاطعة أصفهان، إيران. يقدر عدد سكانها بـ 0 نسمة بحسب إحصاء 2016.